# Chmielnik (stad)
Chmielnik is een stad in het Poolse woiwodschap Święty Krzyż, gelegen in de powiat Kielecki. De oppervlakte bedraagt 7,9 km², het inwonertal 4005 (2005).

## Verkeer en vervoer
- Station Chmielnik Buski
- Station Chmielnik Miasto